# ヤブソテツ
ヤブソテツは、シダ植物門オシダ科ヤブソテツ属 (Cyrtomium) に属する植物の総称であり、多くの種がある。また、標準和名をヤブソテツ (C. fortunei) という種もある。種類が多いが、特にオニヤブソテツが身近で、観葉植物としても親しまれている。

## 概説
大きな小葉を持つシダ植物のひとつである。一般に一回羽状複葉の小葉が大きく、ほぼ同じ大きさのものが並び、先端の小葉がおおきいのが特徴である。
茎は太くて短く、わずかに立ち上がり、多数の葉をロゼット状に生じる。葉の軸には多数の褐色の鱗片があり、特に葉の付け根付近は毛深いものが多い。葉は長さが50cmほど、一回羽状複葉で、葉全体は長楕円形である。左右に並ぶ小葉はほぼ先のとがった三角形で、葉の先端方向へとその先がやや曲がった形になっている。また、多くのシダ類では先端に向かって次第に小葉が小さくなり、先端は細かく分かれた姿であるが、ヤブソテツ類の場合、先端近くまで小葉がほぼ同じ大きさで、先端の小葉は大きいものがつく。
胞子のう群は葉の裏につく。胞子のう群はほぼ円形で、すべての小葉の裏面にまばらにつける。包膜は円形で盾状。

## 利用
日本では身近なシダ類のひとつであり、特にオニヤブソテツは道端や畑などの石垣等にも出現する普通種である。ときに庭園などでも利用されることもある。
しかし欧米ではヤブソテツとオニヤブソテツ、特に後者は観葉植物としてシダ類ではポピュラーなものである。大柄で緑が濃くて常緑のシダは鑑賞的に評価が高い。英名はholly fernである。

## 分類
この属には日本からヒマラヤにかけての地域を中心に十数種が記録される。変異も多く、種の範囲を定めるのが難しい面もある。また、多くのものが単為生殖を行っていることが知られており、その方面からも研究が進められている。
- 標準和名をヤブソテツという種(Crytomium fortunei J. Sm.)は、葉の形は中庸の種である。葉の質はやや薄く、色は黄緑で、つやがない。側羽片（側面に出る小葉）が多く、10対以上ある。やや山間部の森林内に見られる。変異が多く、以下のような変種が認められる。
  - 狭義のヤブソテツ(var. fortunei)は側羽片が15対以上、その幅がさほど広くなく、基部が突出して耳状にならない。
  - ヤマヤブソテツ(var. clivicola (Makino) Tagawa)は、側羽片が15対まで程度と少なく、幅広くて基部が耳状に突出する。
  - ミヤコヤブソテツ(var. intermedium Tagawa)は、ヤマヤブソテツに似ているが、側羽片の幅はやや狭く、包膜は中心が黒褐色、周辺が灰白色と色が分かれる。
  - イズヤブソテツ(var. atropunctatum (Kurata) K. Iwats.)は、葉全体にわたって側羽片の長さがほぼ同じで両側が並行的で、先端に近づくと急に狭くなる。包膜はミヤコヤブソテツに似ている。

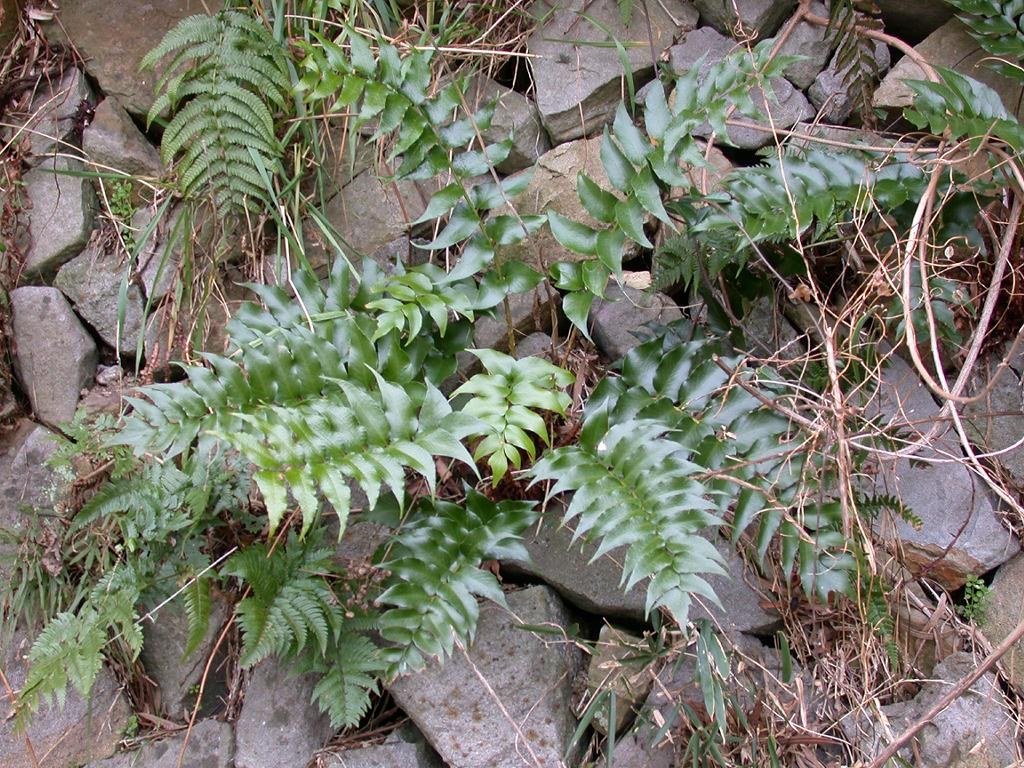
オニヤブソテツ

- オニヤブソテツ(C. falcantum (L. fil.) Presl)は最も普通な種で、小葉が幅広く、葉全体が厚く、深緑で強いつやがある。日なたによく育ち、人家周辺から海岸近くなどの乾燥する場所にもよく生育する。日本では北海道南部から琉球列島まで、海岸から低地の日なたに生育する。国外では朝鮮、中国南部からベトナム、台湾、インドに分布があるが、ハワイ、ヨーロッパ、北アメリカにも自生状の産地があり、栽培からの逸出と見られる。かなりの変異があり、羽片に不規則な切れ込みをもつものをキレハヤブソテツ(C. acutidens Christ ex Matsum.)と呼ぶ。また、羽片が長くて、基部が細くなるものをナガバヤブソテツ(C. devexiscapulae (Koidz.) Ching)というが、これらを別種とする判断はあまり認められていない。後者は4倍体であることがわかっている。普通に見かけるものの多くは3倍体であるらしい。海岸の最前線に生えるごく小型のものにヒメオニヤブソテツの名がつけられているが、これは2倍体であるためとされる。

- ヒロハヤブソテツ(C. macrophyllum (Makino) Tagawa)は、羽片の幅が特に大きい種で、側羽片は10対以下のことが多く、まれには単葉となる。本州中部以南、四国、九州に産し、国外では中国からヒマラヤに分布する。この種も変異が多い。
  - ツクシヤブソテツ(var. tukusicola (Tagawa) Tagawa)は、葉の幅がやや狭く、先端に向けて次第に狭まり、頂羽片はやや小さい。
  - クマヤブソテツ(var. microindusium (Kurata) K.Iwats.)は、包膜が小さくて胞子のう群がはみ出すなどの特徴がある。

- メヤブソテツ(C. caryotideum (Wall. ex Hook. et Crev.) Persl)は、ヒロハヤブソテツに似て羽片が幅広いが、細かい鋸歯がある点で異なる。包膜にも鋸歯がある。本州中部以南、四国、九州の山地に分布するが少ない。国外ではヒマラヤから台湾にかけてと、フィリピン、ハワイから記録がある。

- ホソバヤブソテツ(C. hookerianum (Pr.) C.Chr.)とミヤジマシダ(C. balansae (Christ) C.Chr.)は、頂羽片が小さいのでヤブソテツぽくない種で、いずれも九州に産する。